# رداح (حزم العدين)

تعديل مصدري - تعديل

رداح محلة تابعة لقرية الجبل، التابعة لعزلة بني اسعد بمديرية حزم العدين إحدى مديريات محافظة إب في الجمهورية اليمنية، بلغ تعداد سكانها 118 حسب تعداد اليمن لعام 2004.